# Szlak im. Kazimierza W. Wójcickiego
Szlak im. Kazimierza W. Wóycickiego – pieszy szlak turystyczny biegnący w północno-wschodniej części Kampinoskiego Parku Narodowego.

## Opis
Szlak ten prowadzi przez zróżnicowane krajoznawczo i krajobrazowo obszary Puszczy Kampinoskiej, zarówno przez okresowe rozlewiska w Truskawiu, jak i pas wydm w rejonie Palmir i dalej przez drzewostany sosnowe. Na trasie szlaku znajduje się także cmentarz-mauzoleum Palmiry.

## Bieg szlaku

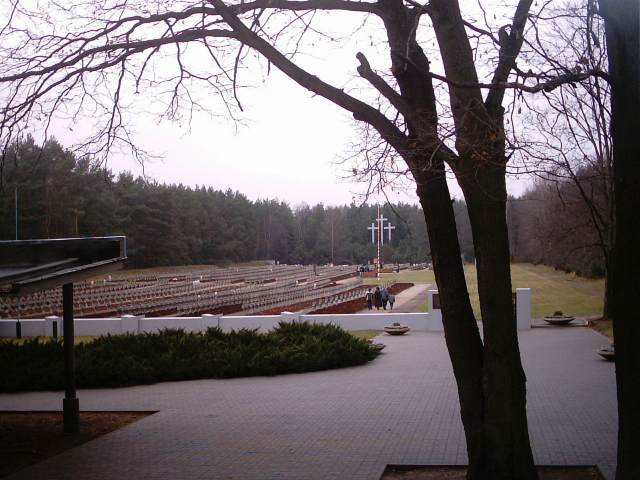
Cmentarz w Palmirach

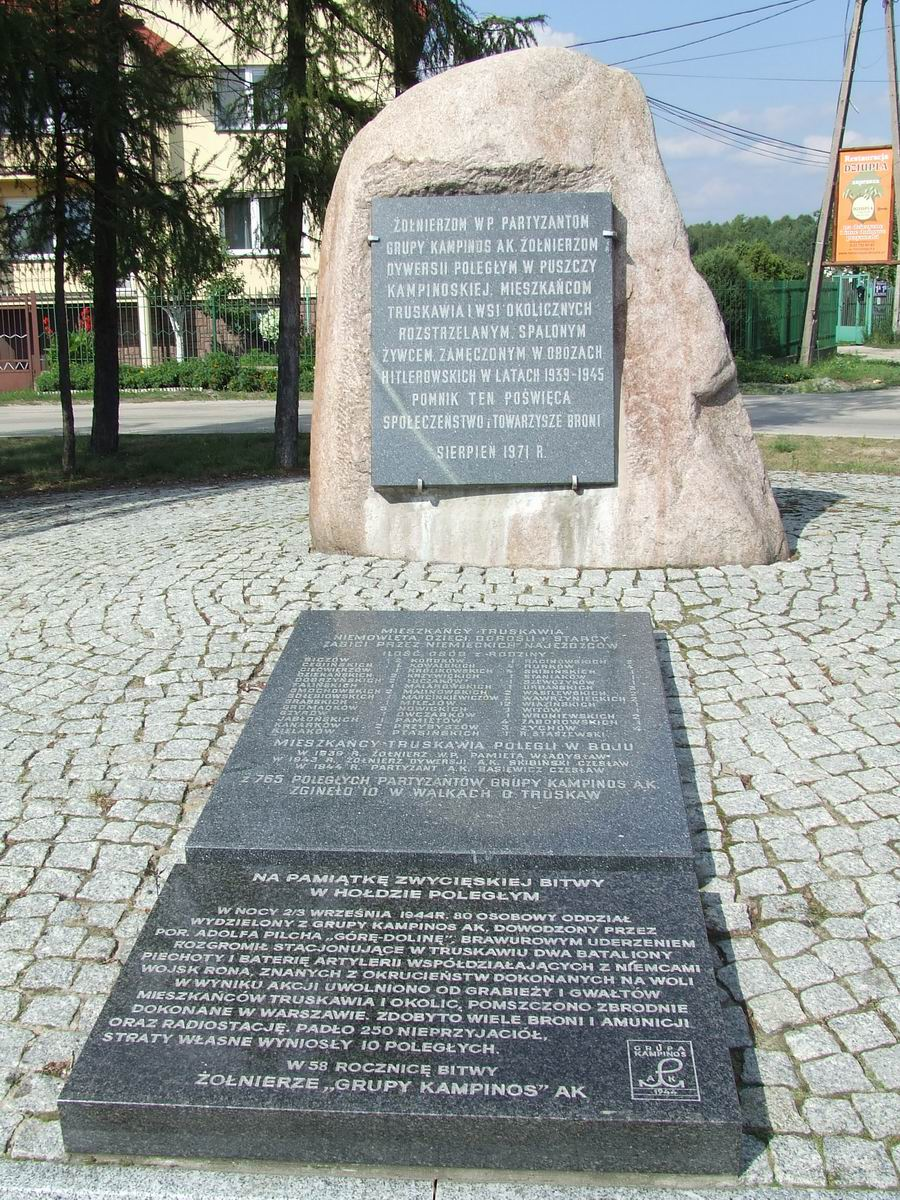
Pomnik w Truskawiu

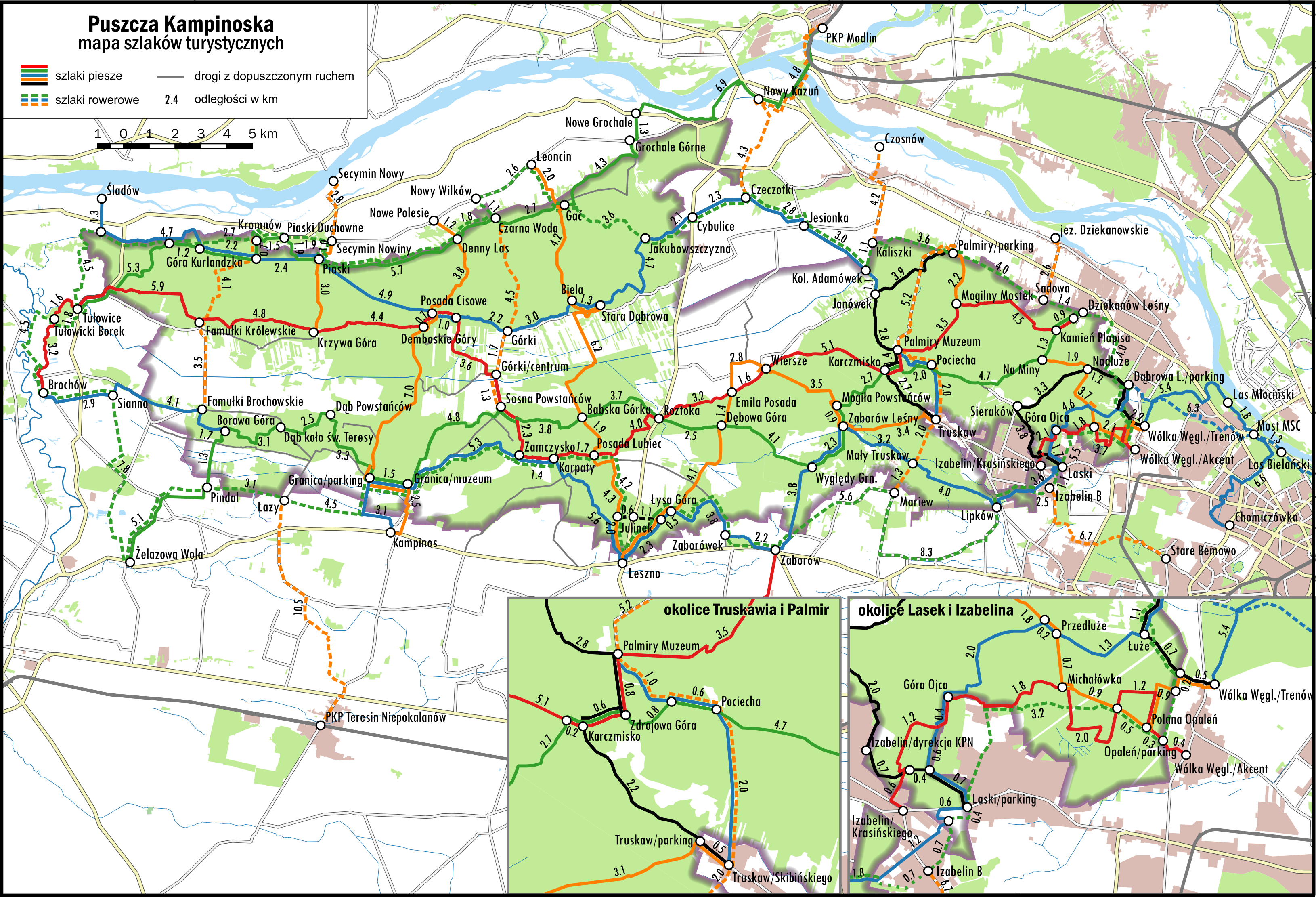
Szlaki piesze w KPN

| km   | Miejsce / Miejscowość      | Atrakcje                                        | Połączenie ze szlakiem                                       |
| ---- | -------------------------- | ----------------------------------------------- | ------------------------------------------------------------ |
| 0,0  | Truskaw                    | pomnik                                          | Palmirski Szlak Łącznikowy Szlak im. Powstańców Warszawskich |
| 0,7  | Truskaw, Uroczysko Paśniki | granica KPN                                     | Szlak im. Powstańców Warszawskich                            |
| 3,1  | Uroczysko Karczmisko       |                                                 | Główny Szlak Puszczy Kampinoskiej Południowy Szlak Leśny     |
| 4,0  | Ćwikowa Góra               |                                                 | Główny Szlak Puszczy Kampinoskiej Południowy Szlak Leśny     |
| 4,9  | Cmentarz Palmiry           | cmentarz wojenny i muzeum pamięci Kamień Orlika | Główny Szlak Puszczy Kampinoskiej Palmirski Szlak Łącznikowy |
| 8,0  | Janówek, Kościelna Droga   | kapliczka                                       | Północny Szlak Leśny im. Teofila Lenartowicza                |
| 11,5 | Palmiry                    | granica KPN                                     | Szlak im. Antoniego Trębickiego                              |